# Esthlodora variabilis
Esthlodora variabilis là một loài bướm đêm trong họ Erebidae.